# ساکورا هیروز
ساکورا هیروز (انگلیسی: Sakura Hirose؛ زادهٔ ۹ سپتامبر ۱۹۹۷) بازیکن فوتبال اهل ژاپن است.